# Oster
John Oster Manufacturing Company es un fabricante de electrodomésticos, mayoritariamente de cocina, como por ejemplo planchas de ropa, ventiladores, licuadoras, etc. Su fábrica original estuvo en Milwaukee, Wisconsin, Estados Unidos. Su fundador fue John Oster.
La empresa se inició en 1924 por John Oster, con la fabricación del «funcionamiento manual corta pelos», diseñado para cortar el cabello de las mujeres con estilo. En 1928, se introdujo un motor impulsado por Clipper.
En 1946, a fin de diversificar, la empresa Oster compró Stevens Electric Company, que había recibido una patente sobre la licuadora «licuefacción» en 1922. Después de la adquisición, la marca Osterizer fue adoptada para estos mezcladores.
En 1960, Oster fue adquirida por Sunbeam Corporation.
Oster fundó varias marcas de bajo presupuesto como Bocatti, Cedre, Golding y OsteLux.
Esta compañía diseñó para Venezuela el llamado Tosty Arepa, electrodoméstico utilizado para la elaboración de las arepas sustituyendo al tradicional budare. Cabe destacar que el nombre pasó a ser una marca popular después de la muerte de su fundador, John Oster. Se volvió común en países como México, Venezuela y China. Hay diferencias en el logotipo de Oster, por ejemplo, en China, la estrella sale parcialmente del círculo que la rodea y, en México, es igual a la estadounidense; pero con líneas más gruesas.